# Калоян Милтенов
Калоян Милтенов е български полицай, старши комисар, директор на Столичната дирекция на вътрешните работи (СДВР) от 28 юни 2021 г. до юни 2023 г. На 8 август 2023 г. със заповед на Министъра на Вътрешните работи Калин Стоянов е назначен за заместник-директор на Главна дирекция „Национална полиция“ с ресор Охранителна и Пътна полиция.

## Биография
Роден е на 10 декември 1974 г. в Дупница. Завършва магистратура в УНСС (2007 г.) и НСА. Влиза в системата на МВР през 1999 г. като разузнавач в 4-то РПУ в София. След това последователно е началник на група „Икономическа полиция“, началник на сектор в отдел „Икономическа полиция“, заместник-началник на 3-то РПУ в София, началник на 3-то РПУ, а от 2017 до 2019 г. е началник на 1-во РПУ в София. От 14 октомври 2019 г. е директор на Областната дирекция на МВР в Ямбол., а от 2020 г. е заместник-началник на отдел „Икономическа полиция“ в Главна дирекция „Национална полиция“. От 28 юни 2021 г. е директор на СДВР. Остава на този пост до юни 2023 г. На 8 август 2023 г. е назначен за заместник-директор на Главна дирекция „Национална полиция“ с ресор Охранителна и Пътна полиция. Награждаван е с Почетен знак на МВР III степен.